# High Springs
High Springs é uma cidade localizada no estado americano da Flórida, no condado de Alachua. Foi incorporada em 1892.

## Geografia
De acordo com o United States Census Bureau, a cidade tem uma área de 57,1 km², onde 56,8 km² estão cobertos por terra e 0,2 km² por água.

### Localidades na vizinhança
O diagrama seguinte representa as localidades num raio de 32 km ao redor de High Springs.

## Demografia
Segundo o censo nacional de 2010, a sua população é de 5 350 habitantes e sua densidade populacional é de 94,11 hab/km². Possui 2 361 residências, que resulta em uma densidade de 41,53 residências/km².